# NGC 6623-2
NGC 6623-2 (другие обозначения — MCG 4-43-27, ZWG 142.40, PGC 61749) — галактика в созвездии Геркулес.
Этот объект не входит в число перечисленных в оригинальной редакции «Нового общего каталога» и был добавлен позднее.